# Jessica Goicoechea Jover
Jessica Goicoechea Jover (Barcelona, 22 de noviembre de 1996) es una modelo, influencer, diseñadora de moda y empresaria española. También ha sido actriz de manera esporádica.

## Carrera
Debutó en el sector del modelaje con 15 años al ser contratada por la agencia de moda 5th Avenue y posteriormente fue apareciendo en campañas de marcas reconocidas como Kaotiko. Debido a su baja estatura —mide 1,55 metros—, fue rechazada por muchas agencias, por lo que en 2012 empezó a subir sus trabajos a la red social Instagram.
Ha sido modelo para marcas de renombre como Rimmel, Calvin Klein, ZE Garcia o Calzedonia, y también ha salido en revistas influyentes en el mundo de la moda: Vogue, Glamour, Elle, Esquire y DT. En 2015 lanzó su propia marca de ropa Goi Clothing y más tarde la de cosmética Goicosmetics, la cual en 2019 unió con su firma de moda ya existente, GOI.
En 2017, se introdujo en la interpretación, participando en el cortometraje La Fantasía. Debido a esto asistió a eventos como el Festival Internacional de Cine de San Sebastián y la Gala de los Premios Goya de ese año.
En febrero de 2025 se confirmó su participación como concursante de El Desafío 6 de Antena 3.

## Vida personal
En 2018, se oficializó su relación con el modelo hispanofinés River Viiperi, el cual también era su mánager. Sin embargo, en marzo del 2020 fue detenido por los Mozos de Escuadra por un caso de presunta violencia de género hacia la modelo española. Cortó el vínculo con él y le denunció a las autoridades españolas y, más tarde, anunció públicamente que no había sido una situación aislada y que su relación con él fue una de las peores etapas de su vida. A posteriori, el modelo desmintió esta acusación impetuosamente.
En 2021, salió a la luz que el verano anterior empezó una relación amorosa con el actor español Arón Piper. Posteriormente, al año siguiente, decidieron romper su relación. Corrió el rumor de que al poco tiempo de dejarlo, entre mayo y junio del 2022, tuvo un romance anterior al verano con el también actor español Mario Casas, pero este no llegó a hacerse público.
En enero del 2023 se confirmó que mantenía una relación con el jugador del Real Betis Balompié Marc Bartra.
En febrero de 2025 se confirmó que empezó una relación con el jugador de rugby Manu Moreno.